# Jacinto Quincoces
Jacinto Quincoces (* 17. Juli 1905 in Barakaldo; † 10. Mai 1997 in Valencia, vollständiger Name Jacinto Francisco Fernández de Quincoces y López de Arbina) war ein spanischer Fußballspieler und Trainer. Er war 1945 Trainer des spanischen Nationalteams.

## Spielerlaufbahn

### Verein
Jacinto Quincoces begann seine Laufbahn in seiner Heimat Barakaldo, in der baskischen Provinz Bizkaia, in kleinen Klubs wie Desierto de Baracaldo oder Barakaldo CF. 1920 schließlich wechselte er zu Deportivo Alavés, mit denen er 1930 in die erste Division der 1928 gegründeten Liga aufstieg. Daraufhin wechselte er, zusammen mit seinem Innenverteidigungspartner Ciriaco Errasti, zu Real Madrid (während der Zweiten Spanischen Republik eigentlich Madrid CF). Dort bildeten die beiden Basken zusammen mit Torhüterlegende Ricardo Zamora die beste Verteidigungsreihe der damaligen Zeit. Das Trio war ein entscheidender Faktor beim Gewinn von zwei Meistertiteln (1931/32, 1932/33) und ebenso vielen Pokalsiegen (1934, 1936). Der spanische Bürgerkrieg (1936–1939) unterbrach den Erfolgslauf Real Madrids jäh, im umkämpften Madrid war an sportlichen Wettbewerb nicht zu denken, zudem waren bei Ende des bewaffneten Konflikts lediglich vier Spieler des Kaders übrig geblieben. Bis auf den Mexikaner José Ramón Sauto sowie Antonio Bonet, Simón Lecue und Jacinto Quincoces selbst waren alle im Exil verschwunden, zurückgetreten oder gefallen. Quincoces blieb trotz seines bereits hohen Alters dem Verein treu und spielte während dieser schweren Zeit noch drei weitere Jahre für Real Madrid, bevor er seinen Rücktritt erklärte.

### Nationalmannschaft
Jacinto Quincoces nahm mit der spanischen Nationalmannschaft an den Olympischen Spielen 1928, die man auf dem sechsten Platz beendete, sowie der Fußball-Weltmeisterschaft 1934 in Italien teil. Hier trafen die Spanier nach einem sensationellen 3:1 Achtelfinalerfolg gegen Brasilien auf Gastgeber Italien. Das Spiel erhielt besondere Dramatik, denn nachdem es nach 90 Minuten 1:1 gestanden hatte, wurde die Verlängerung fällig. Dabei zeichnete sich besonders der spanische Torhüter Ricardo Zamora aus. Zudem gab es einen Pfostenschuss des Spaniers Lángara (113.) und einen Lattentreffer des Italieners Giuseppe Meazza in der 119. Spielminute. Da das Elfmeterschießen erst 1970 eingeführt wurde, gab es ein Wiederholungsspiel. Dabei kam es zu einem echten Skandal. Durch die Strapazen des vorangegangenen Spiels setzten die Italiener vier, die Spanier sieben neue Leute ein, unter den ausgetauschten war auch der spanische Torhüter Zamora. Beim 1:0 für die Italiener wurde der spanische Ersatztorhüter gleich von mehreren Italienern klar behindert, während sich Meazza gar bei ihm aufstützte, um so zum Kopfball zu kommen. Trotz großer Proteste der Spanier wurde der Treffer gegeben. In der Folgezeit fielen die Italiener nur noch durch böse Fouls auf, die vom Schiedsrichter in den seltensten Fällen geahndet wurden. Die Spanier hatten gegen Ende der Partie drei verletzte Spieler – Auswechslungen waren nicht gestattet. Im Verlauf der Partie wurden den Spaniern zwei Elfmeter verweigert, in der zweiten Halbzeit gar zwei reguläre Tore. Beim Abpfiff jubelten die italienischen Fans mehr den Spaniern als ihrem eigenen Team zu. Der Schweizer Schiedsrichter Mercet wurde später von seinem Verband auf Lebenszeit gesperrt. Jacinto Quincoces galt, nach einer sehr starken WM an der Seite seiner Klubkollegen Ciriaco und Zamora, als einer der stärksten Innenverteidiger des Kontinents.
Ein weiterer großer Erfolg mit der Nationalelf gelang Quincoces am 15. Mai 1929, als Spanien als erstes Team von außerhalb der britischen Inseln die englische Nationalmannschaft besiegen konnte. Spanien gewann ein Länderspiel in Madrid mit 4:3 und begründete damit eine bis heute währende Rivalität.

## Trainerlaufbahn
Nach seinem Rücktritt als Spieler wechselte Jacinto Quincoces auf die Trainerbank. Insgesamt brachte er es auf 313 Spiele in dieser Position, darunter 188 beim FC Valencia. Mit Valencia erreichte er zwei Vizemeistertitel, doch die einzigen großen Erfolge als Trainer gelangen ihm mit zwei Pokalsiegen in den Jahren 1946 und 1954 mit Real Madrid und dem FC Valencia.

## Erfolge

### Spieler
- 2× Spanische Meisterschaft mit Real Madrid (1931/32, 1932/33)
- 2× Copa del Rey mit Real Madrid (1934, 1936)

### Trainer
- 2× Copa del Rey mit Real Madrid (1946) und dem FC Valencia (1954)